# كعكة الزفاف

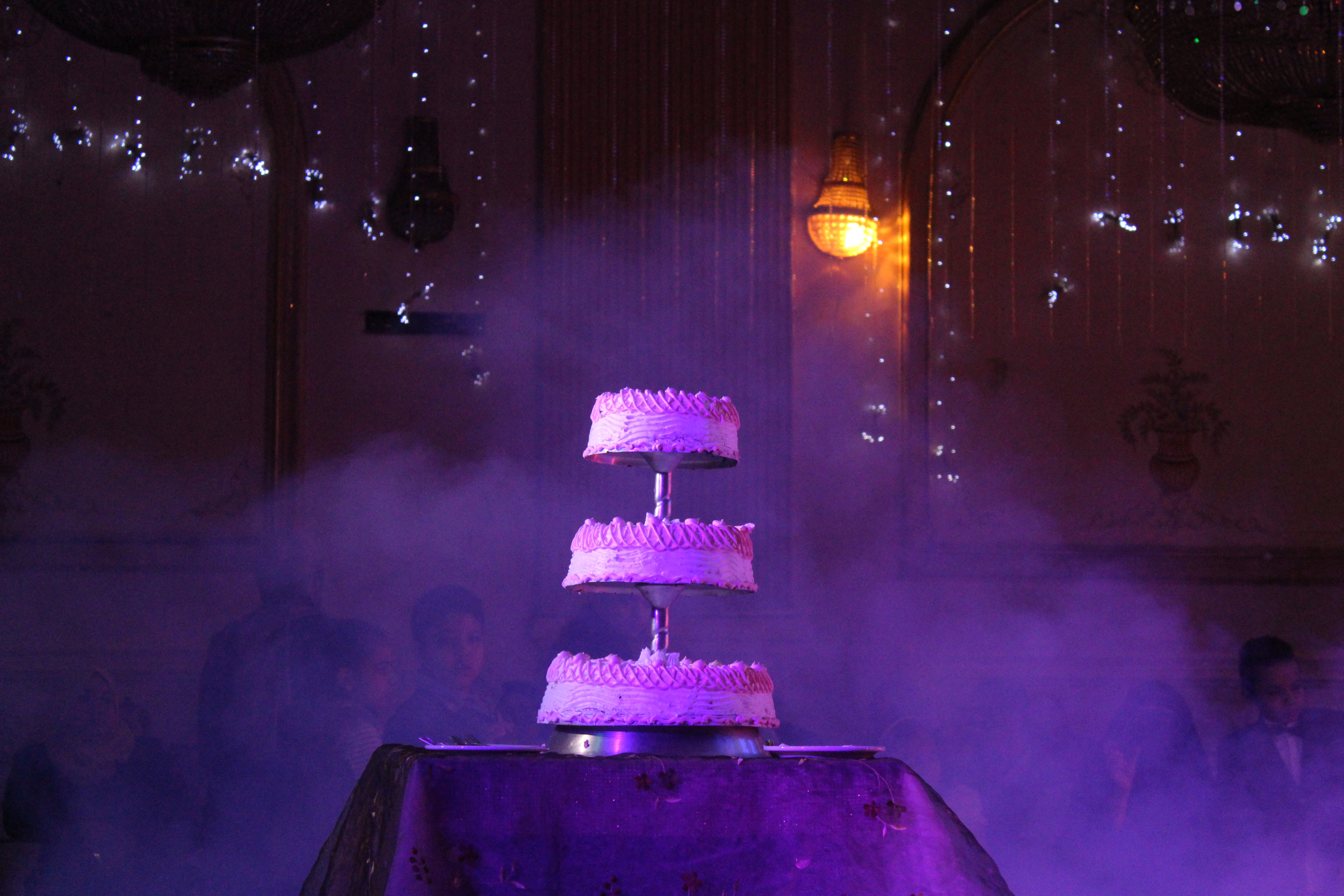
كعكة زفاف من مدينة القاهرة

كعكة الزفاف (بالإنجليزية: Wedding cake)‏ هي الكعكة التقليدية التي تقدم للضيوف في حفلات الزفاف. وغالبا ما تكون كعكة كبيرة ومتعددة الطبقات ومزينة بطبقة خارجية مكونة من اللوز والسكر. ويعد الحصول على كعكة كثيفة وقوية تتحمل الزينة وفي نفس الوقت تكون قابلة للأكل إشارة على مهارة الخباز. معدل تكلفة كعكة الزفاف المعدة جيدا في الولايات المتحدة عام 2005 هو 543$.كعك

## الرمز
تعتبر كعكة الزفاف تقليدا بدأ من عصر الإمبراطورية الرومانية. وفي ذلك الوقت كان العروس يقوم بقطع رغيف خبز فوق رأس العروسة دالا على هيمنته للزواج. عادة ما يكون لون الكعكة  أبيض الذي يرمز إلى الطهارة. يقوم العريس والعروس بقطع الكعكة سويا والذي يدل على مهمتهم المشتركة الأولى في حياتهم الزوجية وعلى التزامهم عندما يطعمون بعضهم البعض الكعكة.

## تاريخ كعكة الزفاف الحديثة
تعد كعكة الزفاف الحديثة صنيعة القرن الحادي والعشرين. وتم استخدام الطبقة الخارجية الغنية بالسكر التي تستعمل في كثير من كعكات الزفاف لأول مرة عام 1888. وتم تطوير الأعمدة المستخدمة في تثبيت طبقات الكعكة عام 1902.

## التقاليد الحديثة
مثل التماثيل التي تعلوا كعكة الزفاف التي تكون غالباً على شكل العريس والعروس مرتدين الزي الرسمي للزفاف. وساد هذا التقليد في الولايات المتحدة منذ فترة الخمسينيات والذي يدل على الوحدة. وغالبا ما تعبر التماثيل اليوم (إذا استخدمت) عن هوايات الزوجين المشتركة واهتمامات أخرى. ويمكن تزيين كعكات الزفاف بالزهور أيضا.